# Reevesia lancifolia
Reevesia lancifolia är en malvaväxtart som beskrevs av Hui Lin Li. Reevesia lancifolia ingår i släktet Reevesia och familjen malvaväxter. Inga underarter finns listade i Catalogue of Life.